# Phare de Yaquina Head
Le phare de Yaquina Head ou phare de Cape Foulweather est un phare situé à Yaquina Head (en), près de Newport dans le Comté de Lincoln (État de l'Oregon), aux États-Unis.
Ce phare est géré par la Garde côtière américaine, et les phares de l'État de Washington sont entretenus par le District 13 de la Garde côtière  basé à Seattle.
Il est inscrit au Registre national des lieux historiques depuis le 13 mai 1993 .

## Histoire
Lors de la construction de la tour, une habitation contiguë de deux étages a été réalisée. En 1923, une maison de gardien d'un seul étage a été ajoutée à proximité. En 1938, un bâtiment d'un étage a remplacé l'habitation d'origine à deux étages. Les deux habitations et toutes les dépendances ont ensuite été démolies en 1984. L'espace est maintenant une zone herbeuse.
Yaquina Head avait généralement trois gardiens de phare dans le cadre de United States Lighthouse Service, un gardien en chef, un premier et second assistant. Le gardien en chef, ainsi que le premier assistant, restaient habituellement dans la maison des gardiens de deux étages avec leurs familles et le deuxième assistant était généralement un célibataire. En 1939, l'US Coast Guard en a pris la direction. Pendant la Seconde Guerre mondiale, 17 militaires étaient stationnés à Yaquina Head pour surveiller les navires ennemis.

## Description
Il est situé près de l'embouchure de la rivière Yaquina près de Newport à Yaquina Head. La tour conique, avec galerie et lanterne, mesure 28 m de haut, en faisant le plus haut phare de l'Oregon. Il utilise toujours la lentille de Fresnel fixe d'origine de 1er ordre, fabriquée à Paris en 1868, qui a été mise en service le 20 août 1873.
Le phare a été électrifié en 1933 et automatisé en 1966. À une hauteur focale de 49 m il émet, deux éclats blancs par période de 20 secondes. Sa portée nominale est de 18,5 milles nautiques (environ 37 km).
Identifiant : ARLHS : USA-907 - Amirauté : G4506 - USCG : 6-0650 .

## caractéristique duFeu maritime
Fréquence : 20 secondes (W-W)
- Lumière : 2 secondes
- Obscurité : 2 secondes
- Lumière : 2 secondes
- Obscurité : 14 secondes

|              |
| Yaquena Head |

|                        |
| La lentille de Fresnel |

|              |
| Restauration |

## Yaquina Head Interpretive Center
Le site de 40 hectares a été établi par le Congrès en tant qu'espace naturel exceptionnel en 1980. Le Bureau of Land Management gère l'aire naturelle exceptionnelle de Yaquina Head, y compris le phare. Le Centre d'interprétation de Yaquina  a ouvert ses portes en 1997 et comprend des expositions sur l'histoire et la préservation du phare, ainsi que sur la vie marine dans les mares résiduelles et sur le long de la côte. Le Centre comprend une boutique de cadeaux.
La lumière du phare est toujours exploitée par la Garde côtière américaine et l'United States Fish and Wildlife Service surveille les colonies d'oiseaux et la faune au large des côtes et sur les estrans.
Des visites guidées du phare sont disponibles tous les jours sauf le mercredi, de 12 h à 15 h. L'espace pour ces visites est limité et disponible selon le principe du premier arrivant, premier servi au bureau du centre d'interprétation.

### Lien connexe
- Liste des phares de l'Oregon